# Macroteleia herbigrada
Macroteleia herbigrada är en stekelart som beskrevs av Charles Thomas Brues 1915. Macroteleia herbigrada ingår i släktet Macroteleia och familjen Scelionidae. Inga underarter finns listade i Catalogue of Life.